# Weisiopsis bahiensis
Weisiopsis bahiensis är en bladmossart som beskrevs av Brotherus 1924. Weisiopsis bahiensis ingår i släktet Weisiopsis och familjen Pottiaceae. Inga underarter finns listade i Catalogue of Life.